# Powiat koropiecki
Powiat koropiecki, ukr. Коропецький повіт – dawna jednostka samorządu terytorialnego i podziału administracyjnego z siedzibą w Koropcu. Istniała krótko w XV wieku. 
Koropiec (lub Kropiec) był głównym miastem osobnego powiatu (łac. districtus), który początkowo był stawiany na równi obok powiatów halickiego i trembowelskiego
Niewielki powiat koropiecki obejmował 11 miejscowości (osad), które następnie weszły w skład powiatów halickiego i kołomyjskiego.